# 王平 (1955年)
王平（1955年4月—），男，陕西清涧人，中国人民解放军中将。

## 生平
早年长期任职于沈阳军区陆军第三十九集团军，后曾任陆军第十六集团军政治部主任、副政委。2006年12月，任南京军区陆军第一集团军政委。2012年12月，任南京军区副政委。2016年1月，任新组建的中国人民解放军东部战区副政委兼政治工作部主任。2017年1月，接替吴长海任南京军区善后办政委。
2004年，晋升少将军衔。2014年7月，晋升中将军衔。